# 鲍里斯·巴拉日
鲍里斯·巴拉日（1997年11月20日—）生于利普托夫斯基米库拉什，是一名斯洛伐克男子射箭运动员，主攻反曲弓。他于2008年（一说2007年）开始从事射箭运动，2012年开始参加国际比赛。运动生涯期间曾参加2014年南京青奥、2015年欧洲运动会、2015年世界射箭锦标赛和2016年里约奥运等赛事。